# انسان خردمند: تاریخ مختصر بشر
انسان خردمند: تاریخ مختصر بشر (عبری: קיצור תולדות האנושות‎) کتابی نوشته یووال نوح هراری است که در سال ۲۰۱۱ برای اولین بار به زبان عبری در اسرائیل و در سال ۲۰۱۴ به زبان انگلیسی منتشر شد. این کتاب را نشر چشمه با ترجمهٔ محسن مینوخرد و نشر نو با ترجمه نیک گرگین به فارسی در سال ۱۳۹۶ منتشر کرده‌اند.

## خلاصه
هراری تاریخ انسان را از زمان فرگشت انسان باستان در عصر سنگ تا قرن بیست و یکم مرور می‌کند. وی تاریخ را به چهار بخش تقسیم می‌کند: انقلاب شناختی، انقلاب کشاورزی، وحدت انسان‌ها و انقلاب علمی. بحث اصلی هراری این است که انسان‌های هوشمند به این دلیل بر جهان حاکم شده‌اند که تنها حیوانی هستند که می‌توانند در تعداد بالا با انعطاف بالایی همکاری کنند. او استدلال می‌کند که انسانهای ماقبل تاریخ ممکن است مرتکب یک نسل‌کشی عظیم شده باشند که منجر به انقراض گونه‌های دیگر انسان مانند نئاندرتال‌ها شده باشد. او در ادامه استدلال می‌کند دلیل این‌که انسان‌های هوشمند می‌توانند با انعطاف‌پذیری زیادی همکاری کنند این است که می‌توانند به چیزهایی که فقط در تخیلاتشان وجود دارد، مانند خدایان، ملت‌ها، پول و حقوق بشر، باور پیدا کنند. هراری ادعا می‌کند که تمام سیستم‌های بزرگ همکاری مانند ادیان، ساختارهای سیاسی، شبکه‌های داد و ستد و مؤسسات قضایی در نهایت بر اساس تخیلات انسانی بنا شده‌اند.
دیگر بحث‌های برجسته هراری این است که پول و حتی شرکت‌ها در واقع یک سیستم اعتماد متقابل است؛ همچنین سیستم‌های سیاسی و اقتصادی در واقع شبه‌مذهبی هستند و تنها تئوری‌های اقتصادی یا ایدئولوژیکی نیستند. بحث دیگر این است که انقلاب کشاورزی به عنوان یک وعدهٔ لوکس شروع شد، اما در واقع تله‌ای بود که باعث شد زندگی مردم از قبل بدتر شود. همچنین امپراتوری، موفق‌ترین نظام سیاسی در ۲۰۰۰ سال اخیر بوده‌است؛ و این که پول، امپراتوری و مذاهب قدرت‌هایی هستند که جهان را متحد می‌کنند. همچنین گفته می‌شود که رفتار انسان نسبت به حیوانات اهلی از بدترین جنایات بشری در طول تاریخ است. همین‌طور بحث شده‌است که مردم امروز به میزان قابل توجهی شادتر از ادوار گذشته نیستند؛ و این که انسان‌ها در حال حاضر در روند ارتقای خود به جایگاه خدایان هستند. در واقع هراری بر این نکته تأکید می‌کند که دلیل برتری انسان بر سایر موجودت داشتن شعور و آگاهی بالاتر نسبت به آنها نبوده بلکه انسانها قادر به همکاری مشترک در سطوح جمعیتی بالاتری می‌باشند و آنچه باعث چیرگی انسان بر محیط پیرامون خود کرده داشتن آگاهی بین‌الاذهانی بوده والا انسان به تنهایی شاید نسبت به سایر موجودات کم توانتر بوده باشد.
این کتاب همچنین به مسائلی مانند چگونگی استفاده از علم در دولت‌های امروزی اشاره کرده است و اینکه چگونه علم توانسته‌است به موفقیت دولت‌ها کمک کند.

## پذیرش
این کتاب به بیش از ۳۰ زبان ترجمه شده و همچنین برندهٔ جایزهٔ جایزه کتاب ونجین چین در سال ۲۰۱۵ شده‌است.
واکنش‌ها نسبت به این کتاب متفاوت بوده‌است. محققان و دانشگاهیان با زمینهٔ تحقیقاتی مشابه با نویسنده، از این کتاب استقبال خوبی نداشته‌اند و نسبت به صحت مطالب آن ابراز تردید کرده‌اند. این در حالی است که عامه مردم، بیشتر آن را جالب و مفید یافته‌اند.
کریستوفر رابرت هالپایک، انسان‌شناس، کتاب را مورد نقد و بررسی قرار داده و «بهره ای جدی از علم» در آن نیافته‌است. هالپایک اشاره می‌کند که: «هرجا حقایقی که هراری ارائه می‌کند صحیح هستند، تازگی ندارند و هرجا وی تلاش می‌کند تا حقایق تازه‌ای ارائه دهد معمولاً به خطا می‌افتد. خطاهایی که بعضاً بسیار بزرگ هستند.» وی در ادامه کل کتاب را به عنوان یک «سرگرمی» برمی‌شمارد که «تاخت و تاز فکری وحشیانه‌ای است در عرصه تاریخ، با جلوه‌های احساسی از حدس و گمان که با پیش‌گویی‌های وحشتناکی دربارهٔ آینده بشر خاتمه می‌یابد.»
چارلز سی من، خبرنگار حوزهٔ دانش، در «وال استریت ژورنال» نتیجه‌گیری می‌کند که «حرف‌های زیادی دربارهٔ ادعاهای شورانگیز اما بی‌سند نویسنده می‌توان زد.»
انسان‌شناس فرگشتی، آوی توشمان، در نقدی که در «واشینگتن پست» منتشر می‌کند، به مشکلاتی که ریشه در تضاد بین «ذهن آزاد علمی» و «جهان‌بینی تیره» نویسنده دارند اشاره می‌کند.
جان سکستون، کارشناس ارشد مطالعات اجتماعی در دانشگاه شیکاگو، نتیجه‌گیری می‌کند که «این کتاب اساساً کتابی غیرجدی است و شایستگی این همه توجه و تحسین را ندارد.»
مارکوس پاول، نویسنده، در نقدی که بر کتاب می‌نویسد آن را «فریبنده اما معیوب» توصیف می‌کند. وی همچنین در نقد کتاب به موارد زیر اشاره می‌کند:
1. هراری بیشتر یک دانشمند حوزه اجتماعی است تا یک فیلسوف، منطق‌دان یا تاریخ‌شناس.
2. هراری در ارائه باورهای مسیحیان به وضوح بسیار ضعیف عمل کرده‌است.
3. از یک محقق انتظار می‌رود که نظرات هردو طرف یک بحث را مطرح کند، نه اینکه مانند هراری یک گزارش عوام فریبانهٔ یک‌سویه ارائه دهد.
4. هراری از توضیح دلایل غلبهٔ مسیحیت بر امپراتوری توانای روم ناتوان است.
5. در یک کتاب محققانه، اگر به اثرات منفی کلیسا اشاره شده‌است، چرا کوچکترین اشاره‌ای هم به جنبه‌های مثبت کلیسا نرفته‌است؟
6. یک خط سیر فلسفی غلط در کل کتاب وجود دارد که به‌طور مداوم نتیجه‌گیری‌های او را تهدید به فروپاشی می‌کند. کل بحث او بر این بنا استوار شده که نوع بشر صرفاً محصول فرگشت‌های تصادفی است و این بدان معنی است که وی از دیدن هرگونه تعمد در طول تاریخ ناتوان است.
7. بسیاری از سخنان او بر پایه فرضیات بی‌دلیل و اثبات نشده‌است.[۹]

### در ایران
در آبان ۱۳۹۸ وزارت فرهنگ و ارشاد اسلامی مجوز نشر چند کتاب یووال نوح هراری از جمله «انسان خردمند» را لغو کرد. «انسان خداگونه»، «۲۱ درس برای قرن ۲۱» و «پول» دیگر کتاب‌های این نویسنده هستند که مجوزشان لغو شده‌است. فروشگاه‌های مجازی کتاب هم کتاب انسان خردمند را از قفسه‌های خود برداشتند.